# Edward E. Denison
Edward Everett Denison, född 28 augusti 1873 i Marion i Illinois, död 17 juni 1953 i Carbondale i Illinois, var en amerikansk politiker (republikan). Han var ledamot av USA:s representanthus 1915–1931.
Denison efterträdde 1915 Robert P. Hill som kongressledamot och efterträddes 1931 av Kent E. Keller.
Denison är begravd på Maplewood Cemetery i Marion i Illinois.